# Kaplica przy ul. Kasztanowej w Nowej Rudzie
Kaplica domkowa przy ul. Kasztanowej w Nowej Rudzie – kaplica wybudowana w 1826 r. przez Józefa Niesela w Nowej Rudzie - Słupcu przy ul. Kasztanowej. Przebudowana pod koniec XIX w. przez Niggla.

## Opis
Kaplica posadowiona jest bokiem do przebiegu ulicy. Obiekt kryty dachem dwuspadowym. Na tylnej ścianie znajduje się medalion z płaskorzeźbą twarzy Jezusa, poniżej kamienna ława z piaskowca. Na zapleczu kaplicy, odchodzi równoległy do jej bocznej ściany mur, również z czerwonego piaskowca, osłaniający od drogi płytę grobową.

## Galeria

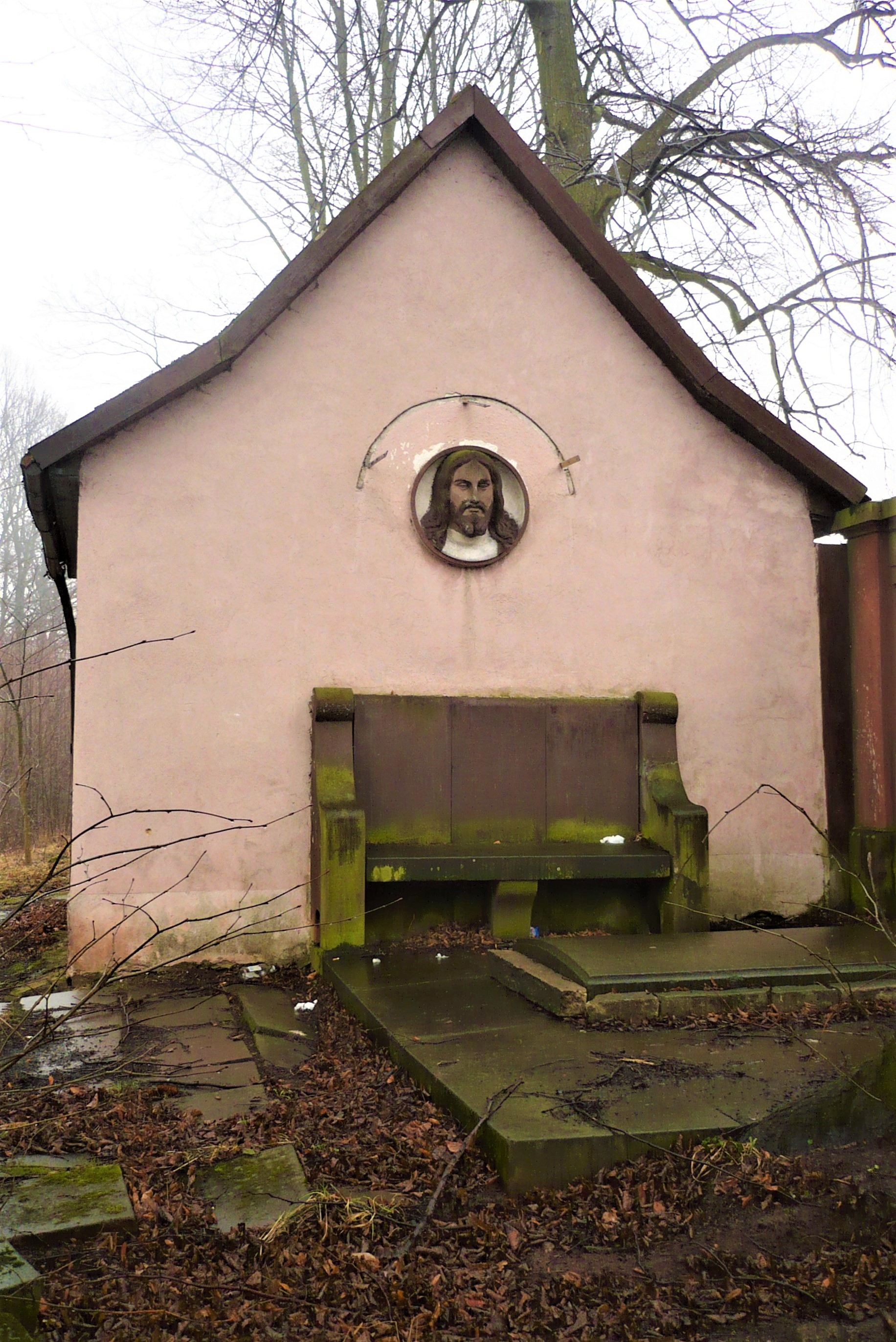
Zaplecze kaplicy
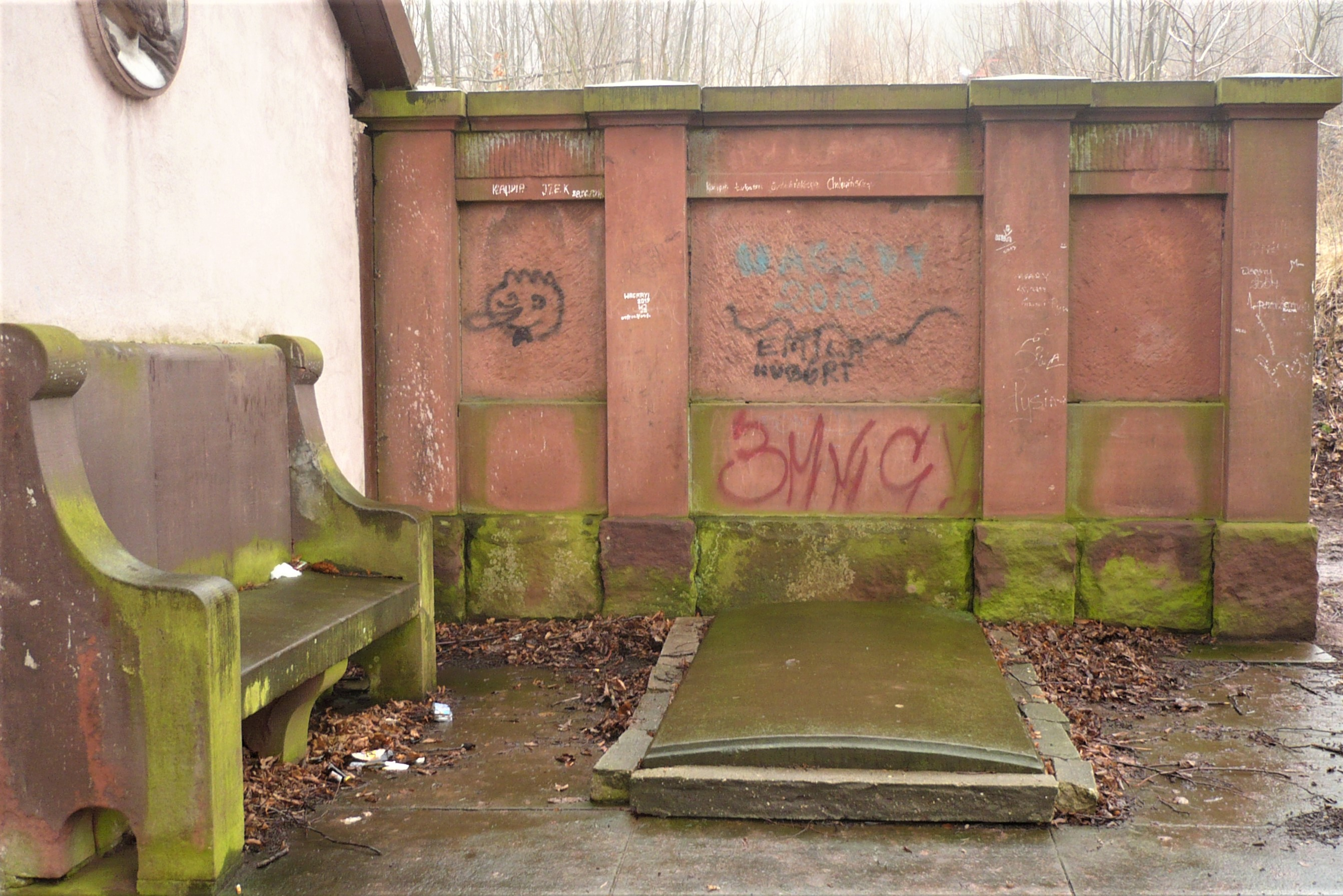
Ława i płyta nagrobna
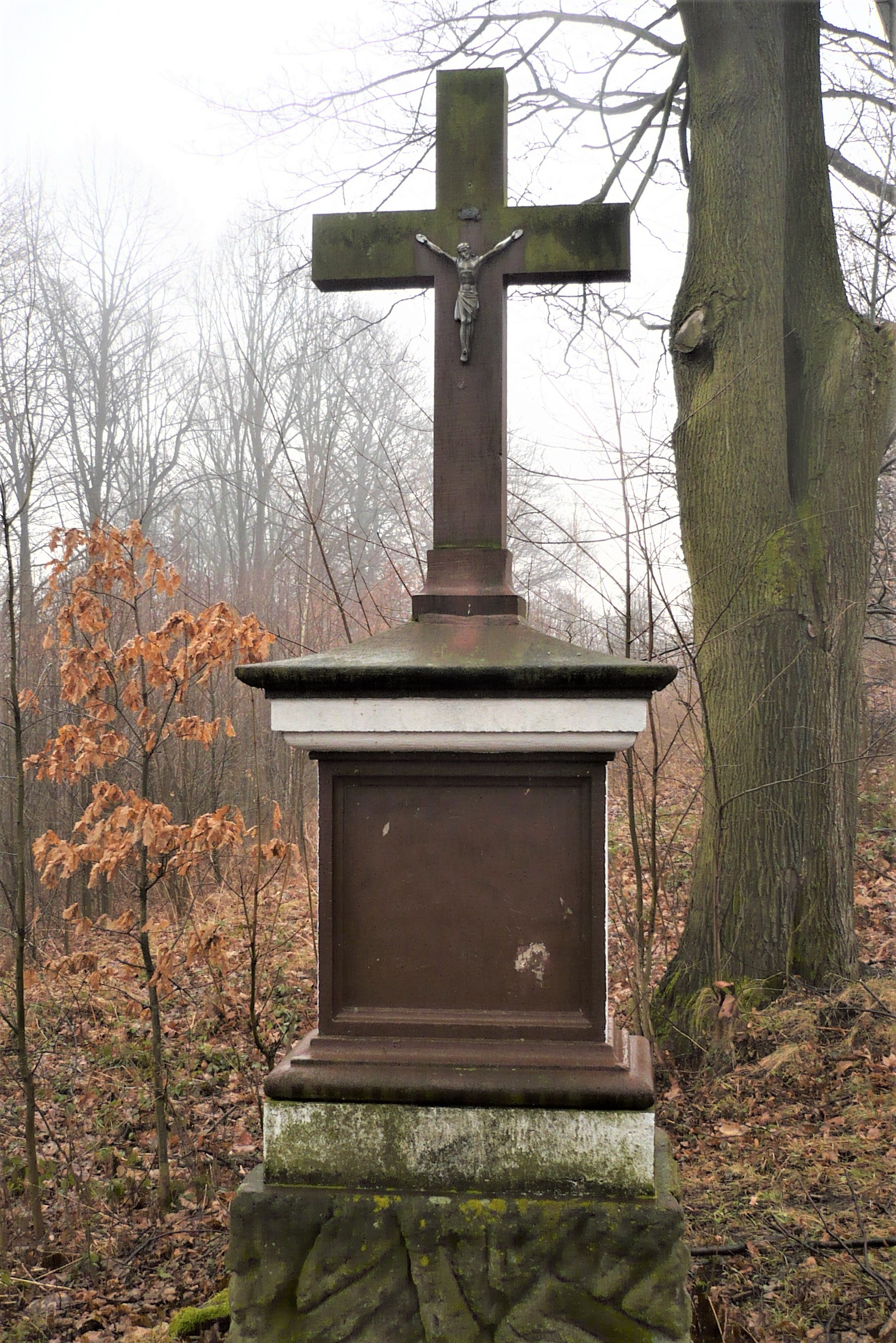
Krzyż przy kaplicy